# Ядерная энергетика по странам
Список включает общий обзор ядерной энергетики по странам мира в первой части, в которой приводится совокупная установленная электрическая мощность всех атомных станций государств, доля выработки на них электроэнергии среди всех отраслей энергетики, количество эксплуатируемых в настоящее время АЭС и энергоблоков.
Во второй части представлена графическая интерпретация этих данных.
В третьей части списка приведён краткий обзор структуры атомной энергетики по странам, включающий количество энергоблоков действующих, строящихся, планирующихся (строительство начнётся в ближайшие 5 лет), планирующихся в перспективе (строительство возможно/возобновится в ближайшие 15 лет) и уже закрытых; типы реакторов, используемых различными странами; организации, эксплуатирующие атомные станции; компании, снабжающие их ядерным топливом в виде готовых изделий (тепловыделяющих сборок).
Список основан на данных Международного агентства по атомной энергии и Всемирной ядерной ассоциации.

## Общий обзор по странам
История ядерной энергетики охватывает период более полувека, и за это время она уже стала традиционной отраслью энергетики. В настоящее время 33 страны эксплуатируют атомные электростанции. По состоянию на январь 2023 года в мире насчитывается 413 энергетических реактора (не включая остановленных на длительный срок) общей мощностью около 378 ГВт, 57 реакторов находятся в стадии сооружения. За 20 лет 21 века построены около 90 реакторов, столько же выведены из эксплуатации, общее количество реакторов не изменилось*, как не изменилось и общее количество произведенной электроэнергии в год. При этом установленная мощность атомной энергетики выросла на 10%
Подавляющее большинство АЭС находится в странах Северной Америки, Восточной Азии, Европы, а также на территории бывшего СССР, в то время как в Африке их почти нет, а в Австралии и Океании их вообще нет.
| Регион                         | Количество реакторов | Динамика 21 века |
| ------------------------------ | -------------------- | ---------------- |
| Восточная Азия                 | 92                   | +14              |
| Северная Америка               | 112                  | -14              |
| Западная Европа                | 93                   | -55              |
| Восточная и центральная Европа | 75                   | +8               |
| Ближний Восток                 | 29                   | +17              |
| Латинская Америка              | 7                    | +2               |
| Африка                         | 2                    | 0                |
| Всего                          | 410                  | -28*             |

* 23 японских и 4 индийских реакторов отключены от сети, исключены из статистики, но официально еще не были закрыты.
Доля выработки электроэнергии на АЭС в некоторых странах достигает больших значений, так, в 12 странах она превышает 30 %. С другой стороны, в некоторых странах доля атомной энергетики в энергобалансе незначительна, так, Китай является одним из лидеров по установленной мощности, однако, АЭС дают около 4 % электричества страны. Мировым лидером по установленной мощности являются США, однако ядерная энергетика составляет лишь 20 % в общем энергобалансе этой страны. Мировым лидером по доле в общей выработке зоне является Франция (второе место по установленной мощности), в которой ядерная энергетика является национальным приоритетом — 72 %.
Китайская Народная Республика осуществляет самую масштабную программу строительства новых АЭС, также значительные программы развития атомной энергетики имеют Индия, Россия, Южная Корея и в меньшей мере ещё около полутора десятка стран мира. На первые три страны приходится чуть больше половины (а именно — 32) строящихся реакторов.
В то же время в мире существуют противоположные тенденции, выраженные в стагнации и даже отказе от ядерной энергетики. Как некоторые лидеры атомной энергетики (США, Франция, Япония), так и некоторые другие страны закрыли ряд АЭС. Италия, Казахстан, Литва, Австрия и Германия закрыли все имевшиеся АЭС и полностью отказались от ядерной энергетики. Бельгия, Испания, Швейцария, Швеция осуществляют долгосрочную политику по отказу от ядерной энергетики. Азербайджан, Грузия отказались от ядерной энергетики во многом по причине распада СССР. Австрия, Куба, Ливия, КНДР, Вьетнам, Польша по политическим, экономическим или техническим причинам остановили свои ядерные программы перед пуском своих первых АЭС, хотя Польша в долгосрочной перспективе не исключает возможности строить АЭС вновь. Ранее отказывалась от атомной энергетики Армения, однако затем её единственная АЭС была пущена в эксплуатацию вновь. Тайвань заморозил строительство новой АЭС и планирует закрытие всех действующих станций к 2025 году. Имеющие АЭС Нидерланды и Швеция планировали отказаться от атомной энергетики, хотя пока приостановили такие мероприятия. Также имели ранее, но отказались от программ развития атомной энергетики не имевшие АЭС Австралия, Гана, Греция, Дания, Ирландия, Латвия, Лихтенштейн, Люксембург, Малайзия, Мальта, Новая Зеландия, Норвегия, Португалия, Филиппины. Перспективы заявленного строительства новых АЭС в некоторых странах так же вызывают сомнения.
Крупнейшей действующей в мире АЭС в настоящее время является японская Касивадзаки-Карива; ранее таковой была ныне временно остановленная японская АЭС Фукусима I и II.
| Страна         | Мощность, МВт | Выработка, ГВт·ч | Доля   | Блоков   |
| -------------- | ------------- | ---------------- | ------ | -------- |
| Аргентина      | 1 641         | 7926,96          | 5,9 %  | 3        |
| Армения        | 375           | 2028,96          | 27,8 % | 1        |
| Бельгия        | 5 930         | 41421,66         | 47,6 % | 7        |
| Болгария       | 2 006         | 15868,88         | 37,5 % | 2        |
| Бразилия       | 1 884         | 15224,11         | 2,7 %  | 2        |
| Великобритания | 8 923         | 51032,09         | 15,6 % | 15       |
| Венгрия        | 1 902         | 15414,83         | 49,2 % | 4        |
| Германия       | 0             | 0                | 0 %    | 0 (2023) |
| Индия          | 6 255         | 40740,49         | 3,2 %  | 22       |
| Иран           | 915           | 5865,73          | 1,8 %  | 1        |
| Испания        | 7 121         | 55856,07         | 21,4 % | 7        |
| Канада         | 13 554        | 94853,85         | 14,9 % | 19       |
| Китай          | 45 518        | 330122,19        | 4,9 %  | 48       |
| Мексика        | 1 552         | 10880,73         | 4,5 %  | 2        |
| Нидерланды     | 482           | 3700,71          | 3,2 %  | 1        |
| Пакистан       | 1 318         | 9065,80          | 6,6 %  | 5        |
| Россия         | 28 448        | 195535,15        | 19,7 % | 39       |
| Румыния        | 1 300         | 10368,21         | 18,5 % | 2        |
| Словакия       | 1 814         | 14282,25         | 53,9 % | 4        |
| Словения       | 688           | 5532,98          | 37 %   | 1        |
| США            | 99 648        | 809358,57        | 19,7 % | 98       |
| Тайвань        | 4 448         | 31147,44         | 13,4 % | 5        |
| Украина        | 13 107        | 78144,26         | 53,9 % | 15       |
| Финляндия      | 2 794         | 22914,88         | 34,7 % | 4        |
| Франция        | 63 130        | 382402,75        | 70,6 % | 58       |
| Чехия          | 3 932         | 28581,12         | 35,2 % | 6        |
| Швейцария      | 3 333         | 25369,65         | 23,9 % | 5        |
| Швеция         | 8 592         | 64428,86         | 34 %   | 8        |
| ЮАР            | 1 860         | 13602,57         | 6,7 %  | 2        |
| Южная Корея    | 23 833        | 138809,35        | 26,2 % | 25       |
| Япония         | 36 476        | 65681,92         | 7,5 %  | 38       |
| В мире         | 392 779       | 2 586 163,02     | 10,9 % | 449      |

## Обзор структуры по странам
В мире в настоящее время используются несколько типов реакторов (ниже приведена классификация МАГАТЭ, количество и мощность указаны по состоянию на январь 2023 года), энергоблоки с ними возводят организации, в основном транснациональные, строящие не только у себя, но и в других странах. Часто по различным причинам они объединяются в консорциумы для реализации проектов атомных станций.
| Тип реактора | Описание | Количество действующих реакторов | Электрическая мощность, нетто (МВт) |
| ------------ | --- | -------------------------------- | ----------------------------------- |
| PWR          | водо-водяной ядерный реактор, основной тип реакторов для атомной генерации. Энергоблоки строят Westinghouse (сейчас ей владеет Toshiba), General Electric, Areva, Kraftwerk Union (часть Siemens, которая сейчас передана в Areva), Babcock & Wilcox, ABB, Combustion Engineering (компания стала в 1980-е годы частью ABB, а сейчас входит в Westinghouse), Toshiba, Mitsubishi Heavy Industries, Hitachi. Также в некоторых странах существуют «национальные» модели PWR: в России — ВВЭР(список) (полностью собственная технология, строят подразделения Росатома), в Китае CNP и CPR (основаны на западных технологиях с 30-70 % китайского оборудования, строит CNNC), в Южной Корее OPR (технология скопирована с западной, но оборудование в последних блоках полностью своё, строят совместно KEPCO и Doosan Heavy Industries & Construction). | 301                              | 287 748                             |
| PHWR         | тяжеловодный ядерный реактор. Национальное направление ядерной энергетики Канады, представлено реакторами CANDU, которое успешно выступает на международном рынке. Канада открыта в плане технологий, и топливо для этих реакторов страны способны производить самостоятельно, так как оно не требует сложного высокотехнологичного процесса обогащения. PHWR также строил Siemens, но в настоящее время действует лишь два немецких реактора (в Аргентине). Кроме Канады и Германии самостоятельно создала технологию тяжеловодных реакторов Индия, которая строит их только у себя. | 46                               | 24 093                              |
| BWR          | корпусной кипящий реактор, устаревающий тип реакторов для атомной генерации. Строили те же американские, японские и немецкие компании, что перечислены выше, а также скандинавская ABB. По состоянию на 2021 год строятся только усовершенствованные реакторы этого типа ABWR (функционируют в Японии) | 41                               | 43 071                              |
| LWGR         | графито-водный ядерный реактор, устаревший тип реакторов. Национальное направление ядерной энергетики СССР, представлено энергоблоками РБМК(список) и маломощными ЭГП-6. Последний реактор (РБМК) был запущен в 1990 году, будет закрыт в 2035 году. В связи с Чернобыльской аварией развитие данного типа реакторов было завершено. Эксплуатируются в настоящее время только в России, работавшие на Украине и в Литве энергоблоки выведены из эксплуатации. | 11                               | 7 433                               |
| GCR          | газоохлаждаемый реактор, устаревший тип реакторов. Национальное направление ядерной энергетики Великобритании, представлено энергоблоками модификации Magnox и AGR, эксплуатируются только в Великобритании. Все они будут закрыты к 2028 году. Несколько реакторов этого типа эксплуатировались в Италии и Японии, но уже выведены из эксплуатации. | 8                                | 4 685                               |
| FBR          | реактор-размножитель на быстрых нейтронах, реактор 4 поколения, перспективный тип реакторов для замкнутого топливного цикла. Реакторы этого типа были разработаны и функционировали в нескольких странах, однако в настоящий момент эксплуатируется два реактора (БН-600 и БН-800 на Белоярской АЭС) в России. В США, Франции, Японии и Казахстане реакторы были закрыты, однако в мире сохраняется интерес к этой технологии. | 2                                | 1 380                               |
| HTGR         | высоко температурный газоохлаждаемый реактор. реактор 4 поколения | 1                                | 200                                 |
| Всего:       | Всего: | 410                              | 368610                              |

В списке приведены данные, касающиеся только энергетических реакторов, то есть предназначенных для выработки электроэнергии в промышленных масштабах. В столбце «Типы реакторов» приведены только эксплуатируемые типы, не включая строящиеся и уже закрытые. В случае использования в стране различных типов, их количество указано в виде: количествотип реактора.
| Страна         | Эксп. | Стр. | Планы до 2030 года   | Перспектива до 2050 года | Закр. | Эксплуатирующие организации                                                                        | Типы реакторов                                    | Поставщики топлива                                                           |
| -------------- | ----- | ---- | -------------------- | ------------------------ | ----- | -------------------------------------------------------------------------------------------------- | ------------------------------------------------- | ---------------------------------------------------------------------------- |
| Аргентина      | 3     | 1    | 2                    | 2                        | 0     | Nucleoeléctrica Argentina                                                                          | 2PHWR, 1CANDU                                     | CONUAR                                                                       |
| Армения        | 1     | 0    | 1ВВЭР                | 0                        | 1     | Айкакан атомайин электракаян                                                                       | ВВЭР                                              | ТВЭЛ                                                                         |
| Бангладеш      | 0     | 2    | 1                    | 0                        | 0     | —                                                                                                  | ВВЭР                                              | ТВЭЛ                                                                         |
| Беларусь       | 2     | 0    | 0                    | 0                        | 0     | Белэнерго                                                                                          | ВВЭР                                              | ТВЭЛ                                                                         |
| Бельгия        | 5     | 0    | 0                    | 0                        | 3     | Electrabel                                                                                         | PWR                                               | Areva                                                                        |
| Болгария       | 2     | 0    | 1                    | 0                        | 4     | НЕК ЕАД                                                                                            | ВВЭР                                              | ТВЭЛ                                                                         |
| Бразилия       | 2     | 1    | 0                    | 4                        | 0     | Eletronuclear                                                                                      | PWR                                               | Siemens                                                                      |
| Великобритания | 9     | 2    | 0                    | 0                        | 36    | British Energy                                                                                     | 8AGR, 1PWR                                        | British Nuclear Fuels                                                        |
| Венгрия        | 4     | 0    | 2ВВЭР                | 0                        | 0     | MVM Group                                                                                          | ВВЭР                                              | ТВЭЛ                                                                         |
| Египет         | 0     | 2    | 2ВВЭР                | 0                        | 0     | —                                                                                                  | ВВЭР                                              | ТВЭЛ                                                                         |
| Индия          | 19    | 8    | 18 (2ВВЭР)           | 27                       | 0     | Nuclear Power Corporation of India                                                                 | 18PHWR, 2BWR, 2ВВЭР                               | Nuclear Fuel Complex                                                         |
| Иран           | 1     | 1    | 1ВВЭР                | 6                        | 0     | NPPD совместно с АСЭ                                                                               | ВВЭР                                              | ТВЭЛ                                                                         |
| Испания        | 7     | 0    | 0                    | 0                        | 3     | ANAV, CNAT, Iberdrola, Nuclenor                                                                    | 6PWR, 1BWR                                        | ENUSA, Westinghouse                                                          |
| Канада         | 19    | 0    | 2                    | 3                        | 6     | Ontario Power Generation, Bruce Power, Hydro-Québec, NB Power                                      | CANDU                                             | Cameco                                                                       |
| Китай          | 55    | 20   | 39 (4ВВЭР)           | 36                       | 0     | CGNPC, CNNC                                                                                        | 20CPR, 7CNP, 8PWR, 2CANDU, 2ВВЭР, 1БН-20,         | Westinghouse, Areva, CNNC, ТВЭЛ                                              |
| Мексика        | 2     | 0    | 0                    | 2                        | 0     | Comisión Federal de Electricidad                                                                   | BWR                                               | General Electric                                                             |
| Нидерланды     | 1     | 0    | 0                    | 1                        | 1     | EPZ                                                                                                | PWR                                               | Siemens                                                                      |
| ОАЭ            | 3     | 1    | 0                    | 10                       | 0     | —                                                                                                  | PWR                                               |                                                                              |
| Пакистан       | 6     | 0    | 0                    | 0                        | 1     | PAEC                                                                                               | PWR                                               | CNNC, PAEC                                                                   |
| Россия         | 37    | 3    | 11 10ВВЭР, 1БН-1200М | 0                        | 10    | Росэнергоатом                                                                                      | 21ВВЭР, 8РБМК, 3ЭГП-6, 2КЛТ-40С, 1БН-600, 1БН-800 | ТВЭЛ                                                                         |
| Румыния        | 2     | 0    | 2                    | 1                        | 0     | Nuclearelectrica                                                                                   | CANDU                                             | FCN                                                                          |
| Словакия       | 5     | 1    | 0                    | 1                        | 3     | Slovenské elektrárne                                                                               | ВВЭР                                              | ТВЭЛ                                                                         |
| Словения       | 1     | 0    | 0                    | 1                        | 0     | Nuklearna Elektrarna Krško                                                                         | PWR                                               | Westinghouse                                                                 |
| США            | 93    | 1    | 0                    | 0                        | 41    | 25 компаний, крупнейшие: Exelon, Progress Energy, FirstEnergy, Energy Future Holdings, Xcel Energy | 62PWR, 30BWR                                      | Areva, Westinghouse, Babcock & Wilcox, General Electric                      |
| Тайвань        | 2     | 0    | 0                    | 0                        | 4     | Taiwan Power Company                                                                               | 2PWR                                              | General Electric, Westinghouse                                               |
| Турция         | 0     | 4    | 0                    | 0                        | 0     | —                                                                                                  | ВВЭР                                              | ТВЭЛ                                                                         |
| Украина        | 15    | 2    | 0                    | 0                        | 4     | Энергоатом                                                                                         | ВВЭР                                              | ТВЭЛ, Westinghouse                                                           |
| Финляндия      | 5     | 0    | 1ВВЭР                | 0                        | 0     | TVO, Fortum                                                                                        | 2BWR, 1PWR, 2ВВЭР                                 | Westinghouse, ТВЭЛ                                                           |
| Франция        | 56    | 1    | 0                    | 1                        | 14    | Électricité de France                                                                              | PWR                                               | Areva                                                                        |
| Чехия          | 6     | 0    | 2                    | 1                        | 0     | CEZ Group                                                                                          | ВВЭР                                              | ТВЭЛ                                                                         |
| Швейцария      | 4     | 0    | 0                    | 3                        | 2     | Swissnuclear                                                                                       | 3PWR, 1BWR                                        | Westinghouse, General Electric                                               |
| Швеция         | 6     | 0    | 0                    | 0                        | 7     | Vattenfall                                                                                         | 5BWR, 2PWR                                        | Westinghouse                                                                 |
| Южная Корея    | 25    | 3    | 8                    | 0                        | 2     | KHNP                                                                                               | 21PWR, 3CANDU                                     | Korea Nuclear Fuel                                                           |
| ЮАР            | 2     | 0    | 0                    | 0                        | 0     | Eskom                                                                                              | PWR                                               | Westinghouse                                                                 |
| Япония         | 10    | 2    | 0                    | 0                        | 27    | TEPCO, Kyushu, Chubu, Tohoku, Shikoku, KEPCO, Hokuriku, Chugoku, Hokkaido, JAPC                    | 4BWR, 12PWR                                       | Toshiba, JFNL, Mitsubishi Heavy Industries, Hitachi, Nuclear Fuel Industries |
| В мире         | 410   | 56   | 118                  | 103                      | 204   | |                                                   |                                                                              |

| Страна    | Эксплуатируется | Строится | Закрыто | Типы реакторов   |
| --------- | --------------- | -------- | ------- | ---------------- |
| Австрия   | 0               | 0        | 1       | PWR              |
| Италия    | 0               | 0        | 4       | 1PWR, 2BWR, 1GCR |
| Казахстан | 0               | 0        | 1       | БН-350           |
| Литва     | 0               | 0        | 2       | РБМК             |
| Германия  | 0               | 0        | 33      | PWR, BWR         |
| Итого     | 0               | 0        | 41      |                  |

Некоторые страны без АЭС обсуждают возможность строительства АЭС в средней перспективе (например, Узбекистан, Казахстан, Польша, Иордания, Израиль, Индонезия, Саудовская Аравия, Малайзия), некоторые в настоящее время отказались от планов строительства АЭС (Вьетнам).